# Josh Awotunde
Josh Awotunde (ur. 12 czerwca 1995 w Lanham) – amerykański lekkoatleta pochodzenia nigeryjskiego, specjalizujący się w pchnięciu kulą.

## Kariera sportowa
Na arenie międzynarodowej odniósł następujące sukcesy:
| Rok  | Miejsce   | Zawody                    | Konkurencja    | Pozycja       | Wynik |
| ---- | --------- | ------------------------- | -------------- | ------------- | ----- |
| 2022 | Belgrad   | halowe mistrzostwa świata | pchnięcie kulą | 5. miejsce    | 21,70 |
| 2022 | Eugene    | mistrzostwa świata        | pchnięcie kulą | brązowy medal | 22,29 |
| 2023 | Budapeszt | mistrzostwa świata        | pchnięcie kulą | kwalifikacje  | 19,98 |

## Rekordy życiowe w pchnięciu kulą
- na stadionie – 22,29 (17 lipca 2022, Eugene)
- w hali – 21,74 (27 lutego 2022, Spokane)